# Julian Reichstein
Julian Reichstein (* 1. Juni 1986 in Wien) ist ein österreichischer Judoka und dreifacher österreichischer Staatsmeister bis 100 kg. Er trägt denn 3. Dan.

## Biographie

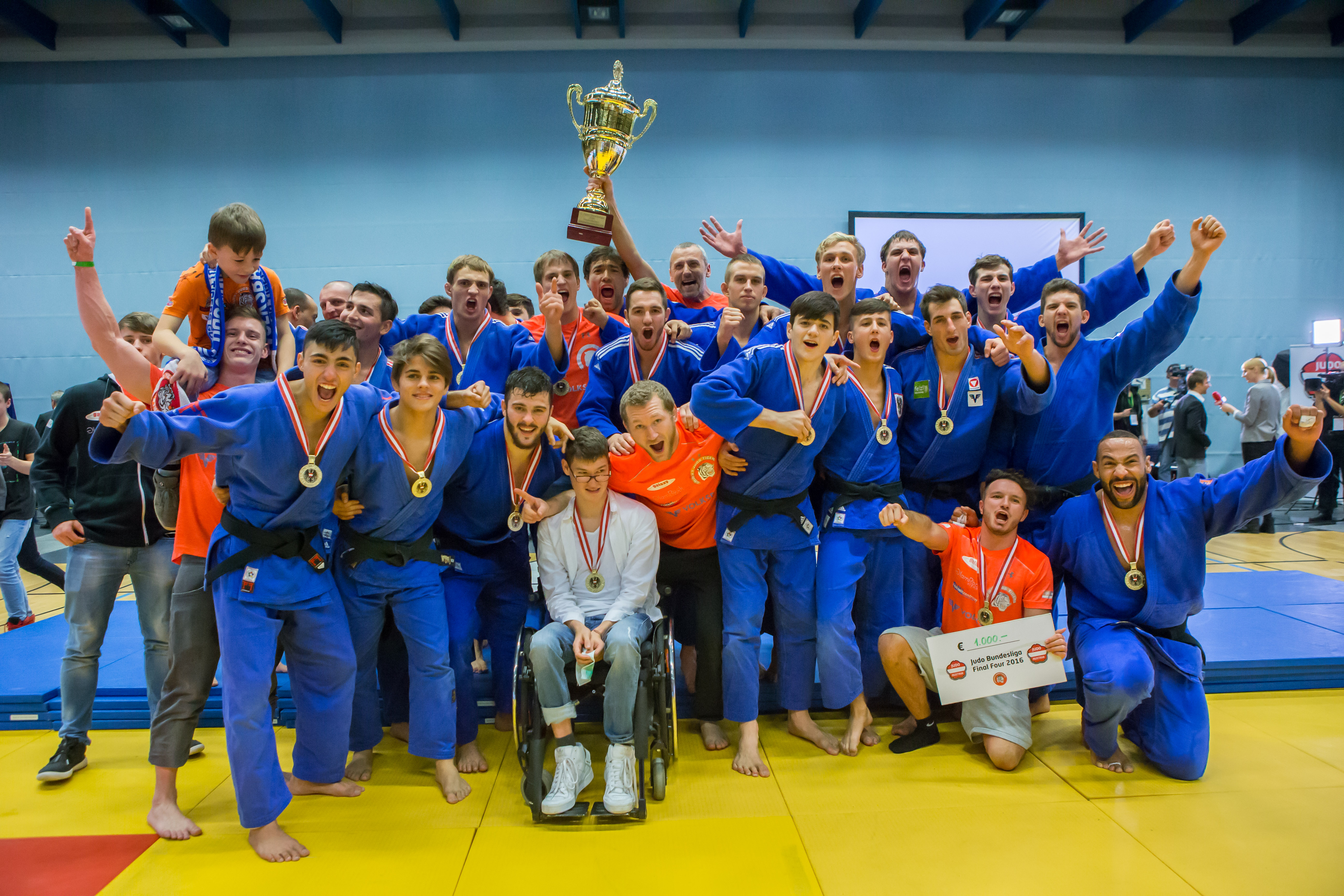
Galaxy Tigers gewinnen die Erste Judo-Bundesliga 2016

Er kämpfte für die Galaxy Judo Tigers. Seinen größten Erfolg erreichte er beim Weltcupturnier in Lissabon am 12. Juni 2012, als er den dritten Rang erreichte.

## Erfolge (Auswahl)
Folgende Erfolge konnte Reichstein jeweils in der 100-kg-Gewichtsklasse erreichen:
- Österreichischer Staatsmeister 2009[3], 2012, 2015
- 3. Rang Welt-Cup in Lissabon 2012